# Línea 511 (Interurbanos Madrid)
La línea 511 de la red de autobuses interurbanos de Madrid une el intercambiador de Príncipe Pío (Madrid) con Alcorcón atravesando el barrio de Parque Lisboa.

## Características
Esta línea une los barrios de Ensanche Sur, Ondarreta, Parque Lisboa y San José de Valderas (Alcorcón) con la capital, en un trayecto de 35 minutos de duración.
Está operada por Arriva Madrid mediante la concesión administrativa VCM-501 - Madrid – Batres (Viajeros Comunidad de Madrid) del Consorcio Regional de Transportes de Madrid.
Desde el miércoles 15 de enero de 2025, la línea se vio modificada como consecuencia del soterramiento del Paseo de Extremadura, acortando su recorrido hasta Cuatro Vientos, donde los autobuses del corredor 5 tendrán su cabecera provisional mientras duren las obras.

## Horarios
| Lunes a viernes laborables lectivos (1 sept. - 31 julio)    |             |
| A 6:06 - 6:21 - 6:36                                        |             |
| De 6:54 a 9:30                                              | cada 12 min |
| De 9:30 a 23:00                                             | cada 15 min |
| A 23:30 - 24:00 - 0:30                                      |             |
| Lunes a viernes laborables no lectivos (1 sept. - 31 julio) |             |
| A 6:06 - 6:21                                               |             |
| De 6:42 a 9:27                                              | cada 15 min |
| De 9:45 a 23:00                                             | cada 15 min |
| A 23:30 - 24:00 - 0:30                                      |             |
| Lunes a viernes laborables (Agosto)                         |             |
| A 6:00 - 6:30 - 6:50 - 7:10 - 7:30 - 7:50                   |             |
| De 8:20 a 23:00                                             | cada 20 min |
| A 23:10 - 23:30 - 23:50 - 0:10 - 0:30                       |             |
| Sábados laborables (1 sept. - 30 junio)                     |             |
| A 6:00 - 6:30 - 6:50 - 7:10 - 7:30 - 7:50                   |             |
| De 8:20 a 23:00                                             | cada 20 min |
| A 23:10 - 23:30 - 23:50 - 0:10 - 0:30                       |             |
| Sábados laborables (Julio y agosto)                         |             |
| De 6:35 a 22:50                                             | cada 25 min |
| A 23:25 - 0:30                                              |             |
| Domingos y festivos (1 sept. - 30 junio)                    |             |
| A 6:00 - 6:30 - 6:50 - 7:10 - 7:30                          |             |
| De 8:00 a 23:00                                             | cada 20 min |
| A 23:10 - 23:30 - 23:50 - 0:10 - 0:30                       |             |
| Domingos y festivos (Julio y agosto)                        |             |
| De 6:35 a 22:50                                             | cada 25 min |
| A 23:25 - 0:30                                              |             |

| Lunes a viernes laborables lectivos (1 sept. - 31 julio)    |             |
| A 5:30 - 5:45                                               |             |
| De 6:00 a 9:30                                              | cada 12 min |
| De 9:00 a 22:00                                             | cada 15 min |
| A 22:30 - 23:00 - 23:30 - 24:00                             |             |
| Lunes a viernes laborables no lectivos (1 sept. - 31 julio) |             |
| De 5:30 a 22:00                                             | cada 15 min |
| A 22:30 - 23:00 - 23:30 - 24:00                             |             |
| Lunes a viernes laborables (Agosto)                         |             |
| A 5:30                                                      |             |
| De 6:00 a 23:20                                             | cada 20 min |
| A 23:40 - 24:00                                             |             |
| Sábados laborables (1 sept. - 30 junio)                     |             |
| A 5:30                                                      |             |
| De 6:00 a 23:20                                             | cada 20 min |
| A 23:40 - 24:00                                             |             |
| Sábados laborables (Julio y agosto)                         |             |
| De 6:00 a 22:15                                             | cada 25 min |
| A 22:55 - 23:55                                             |             |
| Domingos y festivos (1 sept. - 30 junio)                    |             |
| De 6:00 a 23:20                                             | cada 20 min |
| A 23:40 - 24:00                                             |             |
| Domingos y festivos (Julio y agosto)                        |             |
| De 6:00 a 22:15                                             | cada 25 min |
| A 22:55 - 23:55                                             |             |

## Recorrido y paradas
NOTA: Debido a las obras de soterramiento de la autovía A-5, las paradas sombreadas en rojo se encuentran fuera de servicio, desde el 15 de enero de 2025 hasta fin de obras.

### Sentido Alcorcón
| Código                                                     | Parada                                          | Común con                                                                                         | Conexiones con Metro y Cercanías | Municipio | Zona |
| ---------------------------------------------------------- | ----------------------------------------------- | ------------------------------------------------------------------------------------------------- | -------------------------------- | --------- | ---- |
| 17051                                                      | Intercambiador de Príncipe Pío (dársena 18)     |                                                                                                   | Príncipe Pío                     | Madrid    |      |
| Cabecera de las expediciones que salen desde la superficie |                                                 |                                                                                                   |                                  |           |      |
| 607                                                        | Virgen del Puerto - Campo del Moro              | 513 516 518 545 N504 N505 N808                                                                    | Príncipe Pío                     | Madrid    |      |
| Paradas del itinerario normal                              |                                                 |                                                                                                   |                                  |           |      |
| 881                                                        | Paseo de Extremadura-El Greco                   | 36 39 65 512 513 514 516 518 521 522 523 524 525 528 534 538 539 541 545 546 547 548 551 581      |                                  | Madrid    |      |
| 892                                                        | Campamento                                      | 36 39 495 512 513 514 516 518 521 522 523 524 525 528 534 538 539 541 545 546 547 548 551 573 581 | Campamento                       | Madrid    |      |
| 50047                                                      | P.º Extremadura - Cuatro Vientos                | 495 512 513 514 516 517 518 521 522 523 524 525 528 534 538 539 551 560 581                       | Cuatro Vientos                   | Madrid    |      |
| 08376                                                      | Ctra. A-5 - Museo del Aire y del Espacio        | 512 513 514 516 517 518 521 522 523 524 525 528 534 538 539 560                                   |                                  | Madrid    |      |
| 08542                                                      | Av. Lisboa - Est. San José de Valderas          | 513 520 560 2                                                                                     | San José de Valderas             | Alcorcón  |      |
| 08510                                                      | Carballino - Av. Derechos Humanos               |                                                                                                   |                                  | Alcorcón  |      |
| 11424                                                      | Carballino - Av. Alcalde José Aranda            |                                                                                                   |                                  | Alcorcón  |      |
| 08522                                                      | Av. Alcalde José Aranda - Porto Cristo          | 520                                                                                               |                                  | Alcorcón  |      |
| 08429                                                      | Av. Alcalde José Aranda - Hogar Pensionista     | 520                                                                                               |                                  | Alcorcón  |      |
| 08511                                                      | Av. Leganés - Río Segre                         | 450 1                                                                                             | Puerta del Sur                   | Alcorcón  |      |
| 11882                                                      | Olímpico Fco. Fdez. Ochoa - Río Tajo            | 2                                                                                                 |                                  | Alcorcón  |      |
| 11883                                                      | Olímpico Fco. Fdez. Ochoa - Campos De La Huerta | 2                                                                                                 |                                  | Alcorcón  |      |
| 21213                                                      | Institutos - Olímpico F. Fernández Ochoa        |                                                                                                   |                                  | Alcorcón  |      |
| 17953                                                      | Institutos - Recinto Ferial                     |                                                                                                   |                                  | Alcorcón  |      |
| 20165                                                      | Pablo Neruda - José Saramago                    | 516                                                                                               |                                  | Alcorcón  |      |
| 18764                                                      | Av. 1° De Mayo - Gabriela Mistral               |                                                                                                   |                                  | Alcorcón  |      |
| 18766                                                      | Av. 1° De Mayo - Asia                           |                                                                                                   |                                  | Alcorcón  |      |
| 18767                                                      | Pablo Picasso - Mestizaje                       |                                                                                                   |                                  | Alcorcón  |      |
| 17914                                                      | Pablo Picasso - Mediterráneo                    | 2                                                                                                 |                                  | Alcorcón  |      |
| 17915                                                      | Pablo Picasso - Robles                          |                                                                                                   |                                  | Alcorcón  |      |
| 19918                                                      | Robles - Saramago                               |                                                                                                   |                                  | Alcorcón  |      |

### Sentido Madrid
| Código                                                     | Parada                                      | Común con                                                                                  | Conexiones con Metro y Cercanías | Municipio | Zona |
| ---------------------------------------------------------- | ------------------------------------------- | ------------------------------------------------------------------------------------------ | -------------------------------- | --------- | ---- |
| 18770                                                      | Atlántico - Pacífico                        |                                                                                            |                                  | Alcorcón  |      |
| 18769                                                      | Pablo Picasso - Robles                      |                                                                                            |                                  | Alcorcón  |      |
| 18768                                                      | Gobi - Mediterráneo                         | 2                                                                                          |                                  | Alcorcón  |      |
| 18765                                                      | Av. 1° De Mayo - Oceanía                    |                                                                                            |                                  | Alcorcón  |      |
| 18763                                                      | Av. 1° De Mayo - Gabriela Mistral           |                                                                                            |                                  | Alcorcón  |      |
| 17952                                                      | Pablo Neruda - José Saramago                | 516                                                                                        |                                  | Alcorcón  |      |
| 17954                                                      | Institutos - Recinto Ferial                 |                                                                                            |                                  | Alcorcón  |      |
| 21212                                                      | Institutos - Olímpico F. Fernández Ochoa    |                                                                                            |                                  | Alcorcón  |      |
| 08493                                                      | Olímpico Fco. Fdez. Ochoa - Polvoranca      | 2                                                                                          |                                  | Alcorcón  |      |
| 08515                                                      | Olímpico Fco. Fdez. Ochoa - Sapporo         | 2                                                                                          |                                  | Alcorcón  |      |
| 08512                                                      | Av. Leganés - Parque De Monfragüe           | 450 1                                                                                      | Puerta del Sur                   | Alcorcón  |      |
| 08420                                                      | Av. Alcalde José Aranda - Hogar Pensionista | 520                                                                                        |                                  | Alcorcón  |      |
| 08504                                                      | Av. Alcalde José Aranda - Porto Cristo      | 520                                                                                        |                                  | Alcorcón  |      |
| 08509                                                      | Av. Alcalde José Aranda - Ampurias          | 520                                                                                        |                                  | Alcorcón  |      |
| 08527                                                      | Carballino - Tuy                            | 520                                                                                        |                                  | Alcorcón  |      |
| 08543                                                      | Av. Lisboa - Est. San José de Valderas      | 510 513 520 560 2                                                                          | San José de Valderas             | Alcorcón  |      |
| 08377                                                      | Ctra. A-5 - Museo del Aire y del Espacio    | 512 513 514 516 517 518 521 522 523 524 525 528 534 538 539 560                            |                                  | Madrid    |      |
| 08464                                                      | P.º Extremadura - Cuatro Vientos            | 495 512 513 514 516 517 518 521 522 523 524 525 528 534 538 539 551 560 581                | Cuatro Vientos                   | Madrid    |      |
| 893                                                        | Campamento                                  | 39 495 512 513 514 516 518 521 522 523 524 525 528 534 538 539 541 545 546 547 548 551 581 | Campamento                       | Madrid    |      |
| 885                                                        | Surbatán                                    | 36 39 512 513 514 516 518 521 522 523 524 525 528 534 538 539 541 545 546 547 548 551 581  |                                  | Madrid    |      |
| Terminal de las expediciones que terminan en la superficie |                                             |                                                                                            |                                  |           |      |
| 607                                                        | Virgen del Puerto - Campo del Moro          | 513 516 518 545 N504 N505 N808                                                             | Príncipe Pío                     | Madrid    |      |
| Terminal del itinerario normal                             |                                             |                                                                                            |                                  |           |      |
| 17051                                                      | Intercambiador de Príncipe Pío (dársena 18) |                                                                                            | Príncipe Pío                     | Madrid    |      |